# République rauracienne
17 décembre 1792 – 23 mars 1793
Entités précédentes :
- Évêché de Bâle

Entités suivantes :
- France (département du Mont-Terrible)

La République rauracienne (en allemand Raurakische Republik, des Rauraci, peuple gaulois), située dans le Jura, formée de terres aujourd'hui suisses pour l'essentiel et en partie françaises, est une des républiques sœurs nées aux frontières françaises à la suite de la Révolution française en 1792. Elle ne dure que quelques mois, et disparaît en mars 1793 ; la France annexe alors une partie du territoire qui forme le département du Mont-Terrible, lui-même rattaché au département du Haut-Rhin le 17 février 1800.
En 1815, à la suite du Congrès de Vienne, le territoire est partagé entre la France (département du Doubs) et la Suisse (cantons de Bâle-Campagne et de Berne pour l'essentiel ; une partie de ce territoire forme le canton du Jura depuis 1979).

## Création de la République rauracienne
Durant l'été 1790, inspirée par la Révolution française, cette partie du Jura, et plus particulièrement le Nord, s'agite ; des émeutes éclatent et un comité révolutionnaire réclame la tenue d'États généraux sous l'impulsion des corporations de Porrentruy. Inquiet, le prince-évêque de Bâle, Joseph Sigismond de Roggenbach, fait appel à l'empereur qui lui envoie des troupes autrichiennes au printemps 1791, lesquelles sont cantonnées à Porrentruy. La France entre en guerre contre l'Autriche le 20 avril 1792. Le 30 avril, son armée pénètre dans l'évêché de Bâle pour, en conformité avec l'alliance de 1780 conclue avec le Prince-Évêque, repousser les Autrichiens devenus ennemis. Les troupes françaises occupent la partie germanique de la principauté, mais ne franchissent pas les frontières des bailliages sud, respectant ainsi les territoires de la Confédération, au moins jusqu'en 1797. Entre-temps, le prince a déjà pris la fuite abandonnant son château pour se réfugier à Bienne. Cette fuite sans gloire sonne le glas de la principauté épiscopale, même si Roggenbach gouverne encore, au moins nominativement, le sud du territoire.
Le révolutionnaire jurassien Joseph-Antoine Rengguer arrive dans le sillage de l'armée française avec ses partisans. Sous son autorité, et avec les bonnes grâces de la France, une Assemblée nationale est convoquée. Le 19 décembre 1792, cette Assemblée proclame la déchéance du Prince-Évêque et la création de la République rauracienne. Mais la situation est confuse. Les partisans de la révolution s'entre-déchirent et pas moins de trois assemblées, élues chacune à leur tour, se succèdent en moins de trois mois. Toutes vont être envahies soit par une foule en armes, soit par des bataillons de soldats au gré des circonstances. Lors de la dernière, réunie sur ordre de la France, 77 des 115 députés régulièrement élus se voient interdire de siéger par les autorités françaises. Les autres, tous soigneusement sélectionnés comme partisans de la Convention nationale française, votent à l'unanimité le rattachement de l'éphémère République rauracienne à la République française. Le 21 mars 1793 la Convention nationale accepte l'annexion sous la forme d'un nouveau département : le Mont-Terrible.